# Guillermo IV de Henneberg-Schleusingen
Guillermo IV de Henneberg-Schleusingen (1475 - 24 de enero de 1559), un miembro de la Casa de Henneberg, fue un gobernante del Principado de Henneberg, dentro del Sacro Imperio Romano.
El hijo de Guillermo III de Henneberg-Schleusingen, Guillermo heredó el Principado de Henneberg el 26 de mayo de 1480, tras el fallecimiento de su padre, y reinó hasta su propia muerte casi ochenta años más tarde, el 24 de enero de 1559.
Guillermo se casó con Anastasia de Brandeburgo, hija de Alberto III Aquiles.
En 1543–1544 Guillermo adoptó la Reforma Protestante. En 1554 firmó un tratado de herencia con Juan Federico II de Sajonia-Gotha. Guillermo moriría en Salorno cinco años más tarde. Sin embargo, cuando su sucesor Jorge Ernesto, el último príncipe de Henneberg murió, tanto la rama ernestina como la albertina de la Casa de Wettin reclamaron sus propiedades. En 1660 fueron finalmente divididas entre los ducados ernestinos de Sajonia-Weimar y Sajonia-Gotha y el albertino Mauricio de Sajonia-Zeitz, mientras que el señorío de Schmalkalden le fue dado a Guillermo IV de Hesse-Kassel, debido a un tratado de herencia de 1360.